# Chandu
Chandu oder Chandoo (von Hindi canḍū) ist eine inhalierbare Darreichungsform von Opium, die von den Briten industriell hergestellt und vermarktet wurde.

## Eigenschaften
Chandu wurde als überlegen gegenüber regulärem Opium bezeichnet, als „gereinigtes“ Opium, der Prozess selbst als eine „Reinigung“. Das rohe Opium erfuhr bei der Produktion des Chandoo einen hohen, rund fünfzigprozentigen Gewichtsverlust und man hielt es für ein hochwertiges, sehr starkes Extrakt.
Das Handbuch des deutschen Drogistengewerbes nannte das teure Chandu hingegen 1900 „eingedickter wässriger Auszug des aus weißem Mohn gewonnenen Opiums, es ist bedeutend schwächer als das türkische Opium“.
Das Opium war jeweils nach dem „Impastieren“ mit der dreifachen Menge pflanzlicher Fasern gewissermaßen „gestreckt“ worden. Das erklärt auch, weshalb das ansonsten gut haltbare Opium in der neuen Form zu verderben im Stande war.

## Herstellung
Wie von Paul Gide 1910 in Das Opium beschrieben, wurde zur Herstellung Opium „impastiert“. Das heißt ausgewalzt, aufgerührt, zu Fladen geformt, mazeriert, dekantiert, filtriert, von restlichen Rückständen befreit, eingedampft, unter kalter Luftzufuhr gelockert, mit dem Aspergillus niger fermentiert und pasteurisiert. Mindestens ein nennenswerter Schritt, das Strecken, wurde in dieser Aufzählung jedoch – entweder aus eigenem Unwissen oder wider besseres Wissen – unterschlagen (siehe Eigenschaften).